# Andrzej Strumiłło

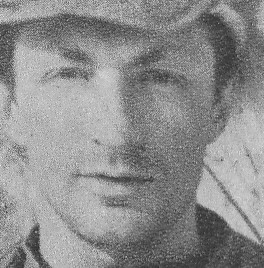
Andrzej Strumiłło w latach 60.

Andrzej Strumiłło (ur. 23 października 1927 w Wilnie, zm. 9 kwietnia 2020 w Suwałkach) – polski malarz, grafik, rzeźbiarz, fotograf, poeta, pisarz, scenograf, pracownik ASP w Krakowie, kierownik pracowni graficznej Sekretariatu Generalnego ONZ. Członek Związku Polskich Artystów Fotografików, Rady Kultury i Sztuki przy Ministerstwie Kultury, Zarządu Fundacji Kultury Polskiej i Rady Naukowej Wigierskiego Parku Narodowego, członek kapituły „Złotego Berła Kultury Polskiej” i kapituły nagrody „Włócznia Jaćwingów”. Od 1984 mieszkał w Maćkowej Rudzie nad Czarną Hańczą na Suwalszczyźnie.

## Życiorys
Dzieciństwo spędził nad Żejmianą pod Święcianami, gdzie znajdował się zaścianek Sudaty, z którego pochodziła jego matka – Kazimiera Jurszanówna. Ojcem artysty był Rafał Strumiłło-Pietraszkiewicz, budowniczy linii telefonicznych w Wileńskiej Dyrekcji Poczt i Telegrafów. Przed wojną był ministrantem w kościele św. Piotra i Pawła na Antokolu. Studiował w Państwowej Wyższej Szkole Sztuk Plastycznych w Łodzi pod kierunkiem Władysława Strzemińskiego oraz na Akademii Sztuk Pięknych w Krakowie, gdzie w 1950 uzyskał dyplom. W latach 1949–1953 był asystentem na obu uczelniach. Od 1977 do 1980 pracował na stanowisku profesora krakowskiej ASP, a w roku akademickim 1987/1988 był wykładowcą suwalskiej filii Akademii Teologii Katolickiej. W latach 1982–1984 przebywał w Nowym Jorku, gdzie w wyniku wygranego konkursu piastował stanowisko kierownika pracowni graficznej przy sekretariacie Organizacji Narodów Zjednoczonych - nie zdecydował się na przedłużenie kontraktu i powrócił do Polski, gdzie osiadł na stałe w Maćkowej Rudzie nad Czarną Hańczą, „skąd jest najbliżej do Wilna”. W 1977 zainicjował Spotkania Sztuka–Środowisko w Wigrach. 23 sierpnia 1980 roku dołączył do apelu 64 uczonych, pisarzy i publicystów do władz komunistycznych o podjęcie dialogu ze strajkującymi robotnikami.
Po 1956 zaczął współpracę z Polską Izbą Handlu Zagranicznego, dla której projektował pawilony wystawiennicze – dzięki temu mógł podróżować po świecie. W ciągu swej kariery artystycznej Strumiłło zwiedził wiele krajów, w których pobyt dokumentował cyklami rysunkowymi i fotograficznymi: Chiny (w latach 1954 i 1961), Włochy (1957), Indie (1959, 1970 i 1972), Nepal (1974 i 1980), Japonia i Tajlandia (1987). Wydał sześć tomów poezji: moje, jak, Ja. Poezje wybrane, Ja2. Poezje wybrane, STO i 69. W roku 2008 nakładem łomżyńskiej oficyny wydawniczej „Stopka” ukazała się książka Factum est (łac.: Stało się), która jest zbiorem dzienników i ilustracji artysty z lat 1978–2006, a w 2009 „Ja. Poezje wybrane” (w 2010 roku wiersze zostały wydane jako audiobook, czyta sam autor). Wraz z Czesławem Miłoszem i Tomasem Venclovą był pomysłodawcą stworzenia Księgi Wielkiego Księstwa Litewskiego, której to przygotowania i wydania w maju 2009 podjęła się sejneńska fundacja „Pogranicze”. W roku 2011 wydana została albumowa pozycja Summa będąca autorskim podsumowaniem dorobku artystycznego. W grudniu 2008 w Suwałkach otwarte zostało "Centrum Sztuki Współczesnej - Galeria Andrzeja Strumiłły" (w pięciu salach wystawienniczych, o pow. około 200 m2), działająca w strukturach Muzeum Okręgowego w Suwałkach, której budowę sfinansowały urząd miasta i Ministerstwo Kultury i Dziedzictwa Narodowego (koszt remontu pomieszczeń przeznaczonych na wystawę wyniósł 650 tys. zł). W CSW, poza prowadzeniem działalności wystawienniczej i edukatorskiej, zgromadzone zostały prace Andrzeja Strumiłły z zakresu malarstwa, rzeźby, fotografii i rysunku oraz część kolekcji azjatyckiej.
Andrzej Strumiłło 50-lecie pracy twórczej celebrował w Muzeum Azji i Pacyfiku w Warszawie wystawą swych rysunków z Azji (Galeria Azjatycka 1997). Rok wcześniej prezentował tu nepalskie malarstwo sakralne. Muzeum organizowało również wiele wystaw artysty w kraju i za granicą (Zabytki Indii, Nowe Delhi, Mój Nepal, Katmandu, Andrzej Strumiłło – rysunki z Azji, Hanoi, Azja w rysunkach Andrzeja Strumiłły, Jużnosachalińsk). Wystawę Kobzdej, Kulisiewicz, Strumiłło – rysunki z Azji, Galeria Azjatycka 1993, w następnym roku eksponowano w Nowym Delhi, Bratysławie, Moskwie, a w kolejnym w Pradze, Lipsku i Weimarze. Andrzej Strumiłło przez wiele lat zasiadał w Radzie Muzealnej i był wielkim przyjacielem Muzeum Azji i Pacyfiku.

W 90. rocznicę urodzin artysty, w 2017, zorganizowano w woj. podlaskim Rok Andrzeja Strumiłły.
Stała wystawa wybranych dzieł artysty prezentowana jest w Galerii Sztuki Stara Łaźnia Suwalskiego Ośrodka Kultury.
15 kwietnia 2020, po mszy pogrzebowej odprawionej w Kościele Niepokalanego Poczęcia Najświętszej Maryi Panny w Wigrach, urna z prochami artysty została złożona na cmentarzu parafialnym w Magdalenowie.

## Ważniejsze wystawy indywidualne o tematyce azjatyckiej
- 1954
  - Akademia Sztuk Pięknych w Pekinie, Chiny (rysunek)
- 1955
  - Klub Międzynarodowej Prasy i Książki przy Nowym Świecie w Warszawie (rysunki z Chin), katalog
  - BWA Warszawa – Rysunki z Chin Ludowych
- 1958
  - Galeria Kordegarda w Warszawie – Szkice z podróży do ZSRR
- 1967
  - Ułan Bator, Mongolia (ilustracja książkowa o tematyce azjatyckiej)
  - Kordegarda w Warszawie – Rysunki i fotogramy z Mongolii
- 1968
  - Klub Technika w Olsztynie – Rysunki i fotogramy z Mongolii
  - Powiatowy Dom Kultury w Mrągowie – Rysunki i fotogramy z Mongolii
  - Pałac Młodzieży w Katowiach – Rysunki i fotogramy z Mongolii
- 1969
  - Galeria „Zachęta” w Warszawie – Wietnam 69
  - Hanoi, Wietnam – Wystawa grafiki książkowej, katalog
- 1970
  - Lalit Kala Akademi, Nowe Delhi, Ahmadabad, Hajdarabad Indie – Gwasz, grafika, rysunek, katalog
  - Pałac Kultury w Poznaniu – Wietnam 69 (rysunek, fotografia), katalog
  - Wojewódzki Dom Kultury w Kielcach – Wietnam 69 (rysunek, fotografia)
  - Zamek w Olsztynie – Wietnam 69 (rysunek, fotografia), katalog
- 1971
  - Pawilon SARP w Warszawie – Zabytki Dalekiego Wschodu (fotografie: Indie, Nepal, Wietnam), katalog
  - Galeria Cypriana Majernika, Bratysława, Czechosłowacja – Wietnam i Penetracje, katalog
  - Galeria Sztuk Pięknych w Litomierzycach, Czechosłowacja – Wietnam i Penetracje
  - Mała Zamkowa Galeria w Cieplicach – Wietnam i Penetracje, katalog
- 1972
  - India Fine Arts and Crafts Society, New Delhi, Indie (rysunek)
  - Polski Ośrodek Kultury i Informacji, Berlin, NRD – Wietnam
- 1973
  - Zamek w Szczecinie – Sztuka Nepalu, Indie – sztuka starożytna i średniowieczna, ** Indie – sztuka czasów muzułmańskich, katalog
  - Muzeum Architektury we Wrocławiu – Architektura Indii i Nepalu (fotografia, rysunki), katalog
  - KMPiK, Radom – (rysunki z Indii)
- 1974
  - Ułan Bator, Mongolia (rysunki o tematyce azjatyckiej)
  - Państwowe Muzeum Etnograficzne w Warszawie – Mongolia
- 1976
  - Muzeum Etnograficzne w Krakowie – Nepal – rysunek, fotografia, kolekcja, katalog
  - Muzeum Historyczne m.st. Warszawy – Nepal – rysunek, fotografia, kolekcja
- 1977
  - Galeria Kordegarda w Warszawie – Zabytki Indii (fotografia)
  - Muzeum Etnograficzne w Toruniu – Nepal (rysunki, fotografia, kolekcja)
  - Galeria Kordegarda w Warszawie – Indie – sztuka dawna (fotografie)
- 1978
  - Biblioteka Centralna w Tokio, Japonia (ilustracja)
  - Muzeum Etnograficzne, Toruń – Nepal – krajobraz, ludzie, kultura, eksponaty, rysunki, fotografie
- 1979
  - Galeria Nusantara Muzeum Azji i Pacyfiku w Warszawie – Azja – rysunki i kolekcja, katalog
- 1980
  - Królewska Akademia Sztuk w Katmandu, Nepal – Mój Nepal (rysunek), katalog
  - New Delhi, Indie – Indie oczami polskiego artysty (fotografia)
- 1985
  - BWA Suwałki – Wystawa malarstwa. Okna. Drzwi. Mandale, katalog
  - Muzeum Okręgowe w Suwałkach – Malarstwo i grafika lamajska, Paty z Orisy z kolekcji Andrzeja Strumiłły, katalog
  - Galeria PKZ w Warszawie – Wietnam w rysunkch Andrzeja Strumiłły
  - Muzeum Narodowe w Hanoi, Wietnam – Rysunki z Azji
- 1986
  - Muzeum Sztuki Wietnamskiej w Hanoi, Wietnam – Rysunki z Azji, katalog
- 1987
  - Galeria Nusantara Muzeum Azji i Pacyfiku – Ceramika ludowa Uzbekistanu i Tadżykistanu (kolekcja A.S.), katalog
- 1988
  - KMPiK, Maćkowa Ruda – Fotografia azjatycka
- 1990
  - Muzeum Okręgowe w Jużno-Sachalińsku, Rosja – Rysunki azjatyckie
- 1994
  - Muzeum Okręgowe w Ostrołęce – Rzeźba tamilnadu (fotografie autorskie, aranżacje)
- 1996
  - Galeria Azjatycka Muzeum Azji i Pacyfiku w Warszawie – Krąg siły. Thangka z Nepalu, katalog
- 1997
  - Galeria Azjatycka Muzeum Azji i Pacyfiku w Warszawie – Azja (rysunki ze zbiorów MAiP), katalog
  - Uniwersytet Warszawski – Andrzej Strumiłło – symbole lamajskie ze zbiorów MAiP, wystawa z okazji międzynarodowej konferencji „Świat kultury Tybetu”, katalog
- 2005
  - Dom Pracy Twórczej Wigry – Indie w twórczości Andrzeja Strumiłły. Impresje, inspiracje, katalog
  - Narodowa Galeria Sztuki Współczesnej w Nowym Delhi, Indie – Indie – impresje i inspiracje
- 2008
  - ZPAF, Galeria – Wschód-Zachód, Warszawa, fotografia, katalog
- 2016 
  - Opera i Filharmonia Podlaska – Europejskie Centrum Sztuki w Białymstoku – Tajga. Daleki Wschód 1958[23][24]

## Książki ze wstępem Andrzeja Strumiłły oraz teksty autorskie o tematyce azjatyckiej
- 1958
  - Widziałem liany limonika, „Sztandar Młodych”, nr 263
  - Udege, „Sztandar Młodych”, nr 269, s. 5
  - Kieta, „Sztandar Młodych”, nr 281, s. 4
  - O Andrzeju Wróblewskim, „Przegląd Artystyczny”, nr 5, s. 49–50
  - Szkice syberyjskie (rysunki i wiersze), „Przegląd Kulturalny,” nr 49 (327), s. 5
- 1959
  - Andrzej Strumiłło rysunki z Chin, „Ty i ja. Magazyn Ilustrowany”, nr 6 (38)
- 1964
  - Rysunki Andrzeja Strumiłły z podróży do Syrii z 1964 r., „Ty i ja. Magazyn Ilustrowany”, nr 12 (56), s. 38–39
- 1967
  - W kraju Tarbargana i birkuta. Wspomnienia uczestnika I polskiej wyprawy w góry Ałtaju, „Łowiec polski” nr 23/24, s. 9–10
- 1970
  - Ludowa sztuka agitacji, „Projekt”, nr 3 (76), s. 21–26
  - Żywe Indie, „Projekt”, nr 6 (79), s. 32–37
- 1971
  - Kaustubha, „Projekt“, nr 6 (85), s. 48–54
- 1972
  - Z klasztornej góry Swayambhu Nath, Literatura, nr 11, s. 10–11
- 1973
  - Wieczna rzeka Sansary – życie jej falą, Kontynenty, nr 7, s. 28–31
  - Stoły kamienne, „Projekt”, nr 4 (95), s. 18–23
  - Skansen koreańskiego budownictwa drewnianego, „Projekt”, nr 5, s. 36–39
  - Widzialne imię niewidzialnego i współczesne druki arabskie, „Ty i ja. Magazyn Ilustrowany”, nr 6 (158), s. 19–20
  - Sztuka dewocjonalia Indii, „Ty i ja. Magazyn Ilustrowany”, nr 7 (159), s. 12–13
  - Płatek lotosu w ogniu piekielnym, „Ty i ja. Magazyn Ilustrowany”, nr 8 (160), s. 20–21
- 1974
  - Druki arabskie, „Projekt”, nr 5 (102), s. 16–17
  - Wejść, wyjść, wejrzeć, wyjrzeć, „Projekt”, nr 6, s. 17–23
- 1975
  - Z szerokiego świata (zdjęcia A.S.), „Poezja”, nr 1, s. 75
  - W kręgu jurty, „Projekt”, nr 2 (105), s. 24–31
  - Obrazy miłości, „Projekt”, nr 5, s. 28–30
- 1977
  - Uwagi o historii, kulturze i etnografii, red. Piotr Młotecki, Kangbachen zdobyty, s. 150–155, Wyd. Sport i Turystyka, Warszawa
  - Indyjskie refleksje, red. Jerzy Barszczewski, W kraju Indiry Gandhi, s. 79, KAW, Warszawa
- 1996
  - Grafika japońska – katalog wystawy (wstęp), ROKiS, Suwałki
- 1998
  - Lekcja wschodnia – wstęp do albumu wystawy prac A.S. „Azja” w Muzeum Azji i Pacyfiku”, „Dom i wnętrze”, nr 4, s. 112
- 2000
  - Pomiędzy ascezą i żywiołem – inspiracje i echa sztuki azjatyckiej w twórczości współczesnych artystów polskich, „Orient w kulturze polskiej” (materiały z sesji jubileuszowej z okazji 25-lecia Muzeum Azji i Pacyfiku w Warszawie, 15–16.10.1998, s. 69–74, Warszawa
- 2001
  - Andrzej Wawrzyniak, Gra va banque (wypowiedź A.S. o Andrzeju Wawrzyniaku), „Poznaj Świat”, nr 11 (538), s. 28–32
- 2014
  - album monograficzny Czas utrwalony. Augustowski świat Judela Rotsztejna, prezentujący dorobek Judela Rotsztejna, fotografa działającego w Augustowie w dwudziestoleciu międzywojennym. Andrzej Strumiłło był autorem koncepcji i układu graficznego albumu[25].

## Ciekawostki
- W dokumentach Andrzeja Strumiłły jako data urodzenia widnieje 1928, choć urodził się wcześniej, w 1927. Jest to wynik starań jego matki, dzięki czemu w czasie wojny uniknął wywiezienia na roboty przymusowe do III Rzeszy[1].
- W trakcie pracy w ONZ, Strumiłło zainspirowany obserwacją amerykańskiego konsumpcjonizmu postanowił zrobić wycieczkę po sklepach i policzyć wszystkie oferowane modele szczoteczek do zębów. W ciągu jednego dnia naliczył ich 120[13].
- Posiadał hodowlę koni arabskich, a także 40 ha ziemi, z których połowę zalesił, sadząc 30 tys. drzew[13].

## Ordery i odznaczenia
- Krzyż Komandorski Orderu Odrodzenia Polski (23 grudnia 1999)[26]
- Złoty Krzyż Zasługi (11 lipca 1955)[27]
- Medal 10-lecia Polski Ludowej (28 lutego 1955)[28]
- Złoty Medal „Zasłużony Kulturze Gloria Artis” (7 września 2005)[29]
- Medal Przyjaźni (Mongolia, 1971)[30]

## Nagrody i wyróżnienia
- 1955 – Wyróżnienie Podkomitetu Literatury i Sztuki Nagrody Państwowej za obrazy: Tej broni nie zwycięży nikt i Nasza ziemia[31]
- 1969 – Nagroda Ministra Kultury i Sztuki II stopnia[32]
- 1974 – Nagroda Państwową II stopnia[33]
- 1979 - Dyplom honorowy Związku Artystów Plastyków ZSRR[34]
- 2001 – tytuł „Zasłużony dla Miasta Suwałk”[9]
- 2002 – tytuł „Honorowy Obywatel Miasta Suwałk”[9]
- 2009 – tytuł „Honorowy Ambasador Województwa Podlaskiego”[35]
- 2020 – Nagroda Poetycka im. Konstantego Ildefonsa Gałczyńskiego – Orfeusz Honorowy (pośmiertnie) za tom wierszy pt. 69[36]